# كارل شميد
كارل شميد هو منافس ألعاب قوى سويسري، ولد في 23 يوليو 1921.

## وصلات خارجية
- كارل شميد على موقع أوليمبيديا (الإنجليزية)